# グバ県
グバ県(グバけん、アゼリ語：Quba rayonu/レズギ語：Къуба район)はアゼルバイジャン北東部のグバ＝ハチマズ経済地区の県。
県都のグバはクヂャル川に面する。
リンゴと絨毯が特産品。
2014年の人口は約16.1万人。
北から時計回りに
- グサル県（英語版）
- ハチマズ県
- シャブラン県（英語版）
- シャマフ県（英語版）
- イスマイル県（英語版）
- ガバラ県（英語版）

に接する。

## 民族
- アゼルバイジャン人：北東部
- タート人：南部
- レズギ人：北西部
- キナルグ人（英語版）：キナルグ村（英語版）

## 言語
- アゼリ語
- レズギ語
- ムスリム・タート語 (ユダヤ・タート語)
- キナルグ語

## 歴史
1747年、アフシャール朝のナーディル・シャーが暗殺された。
後継者に指名されていたフセイン・アリは、アゼリ人の藩国を合わせて独立王国を創る事を決めた。
フセインはまず首都をカスピ海沿いの低地にある為守りにくいフダトゥから、彼が要塞を建てたグバに移した。
1757年、フセイン・アリは亡くなった。
息子のファタリ・ハンは首都グバの拡張を受け継いだ。
グバからバクーへの道沿いに、チラグ・ガラ等の遺跡がこの頃から現れる。
1789年、ファタリ・ハンは亡くなった。
1806年、アゼリ人の国はロシア帝国に占領され、併合された。
グバの重要性は低下した。

## 著名人
- アッバスグル・バキハノヴ（英語版）(Abbasqulu ağa Bakıxanov Qüdsi)：作家・歴史家・哲学家。1794年～1847年。
- サキナ・アフンヅァデフ（英語版）(Səkinə Axundzadə)：劇作家。1865年～1927年。

## 写真

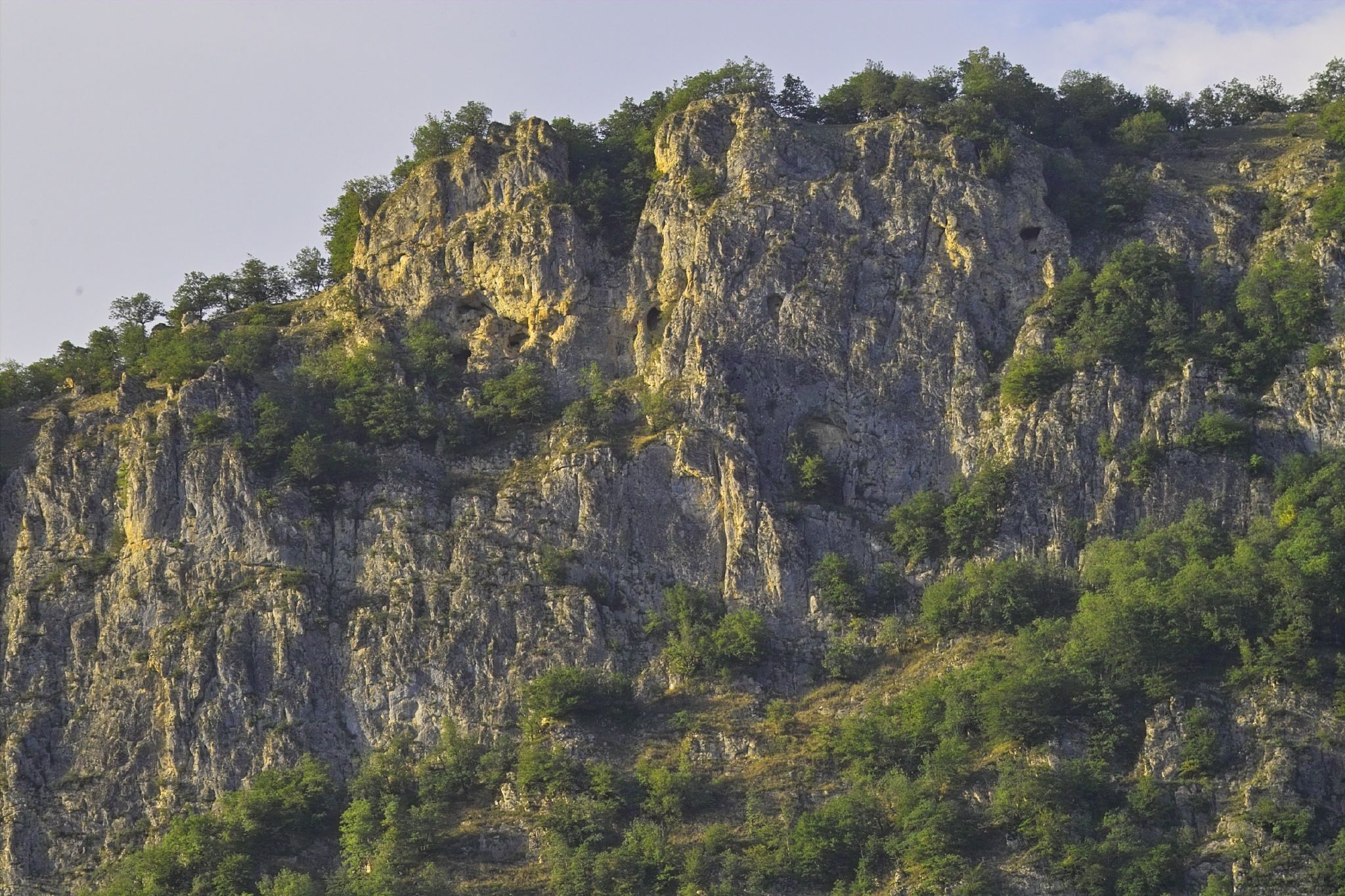
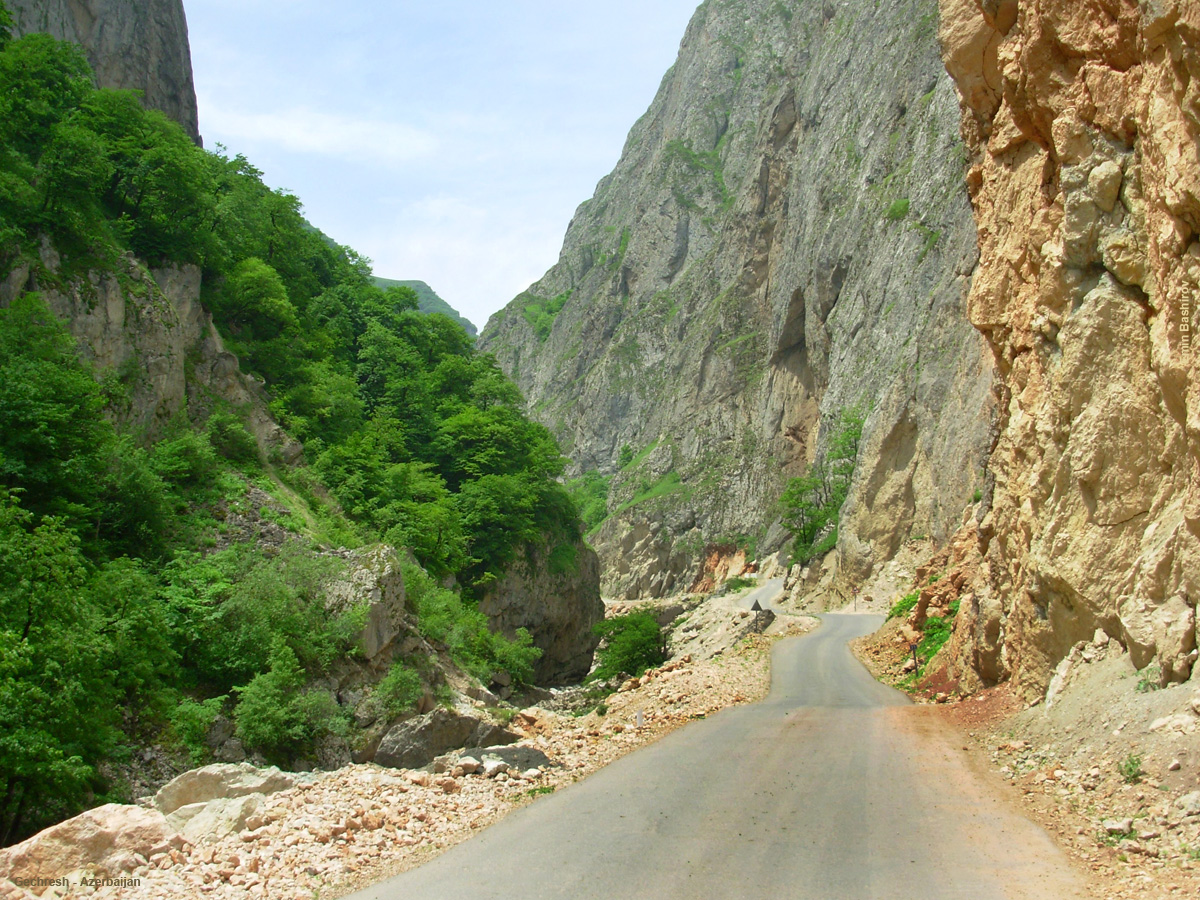
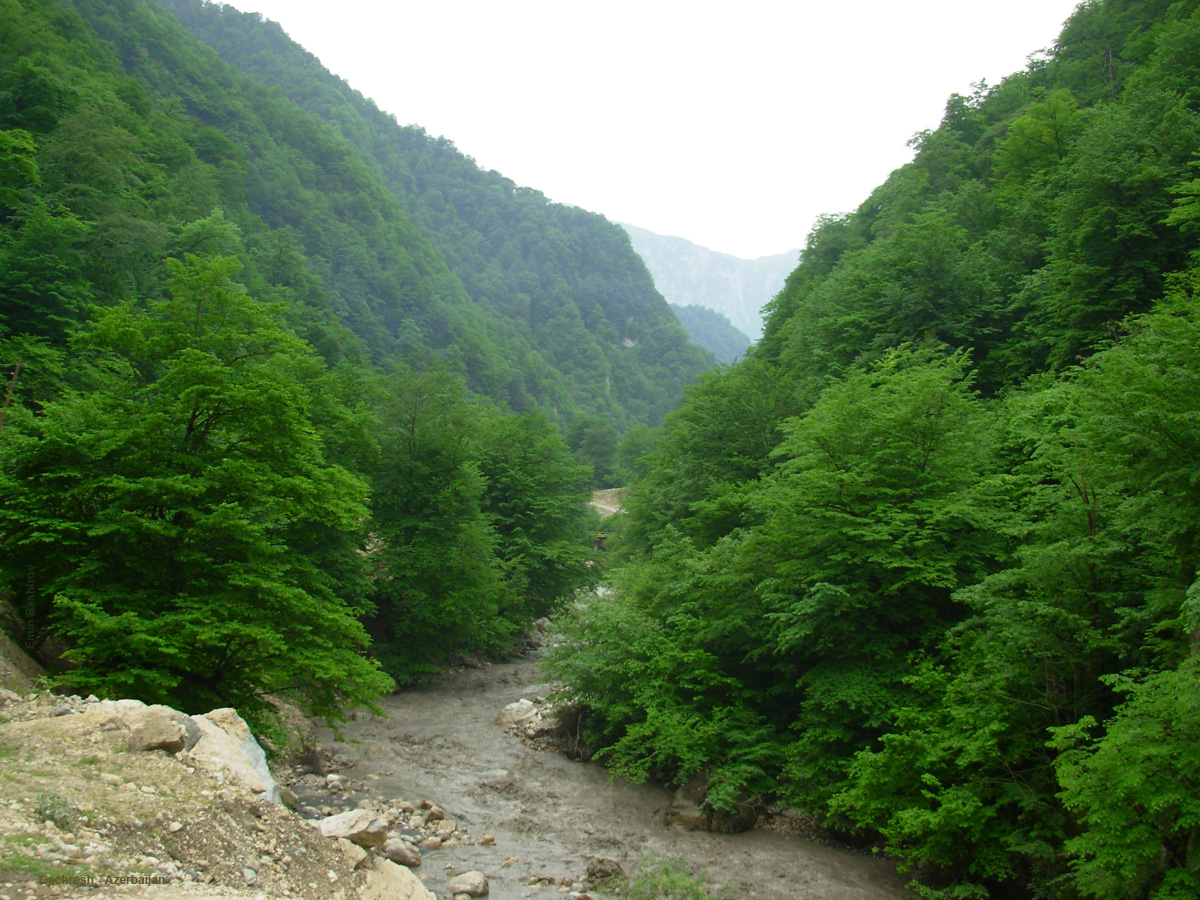
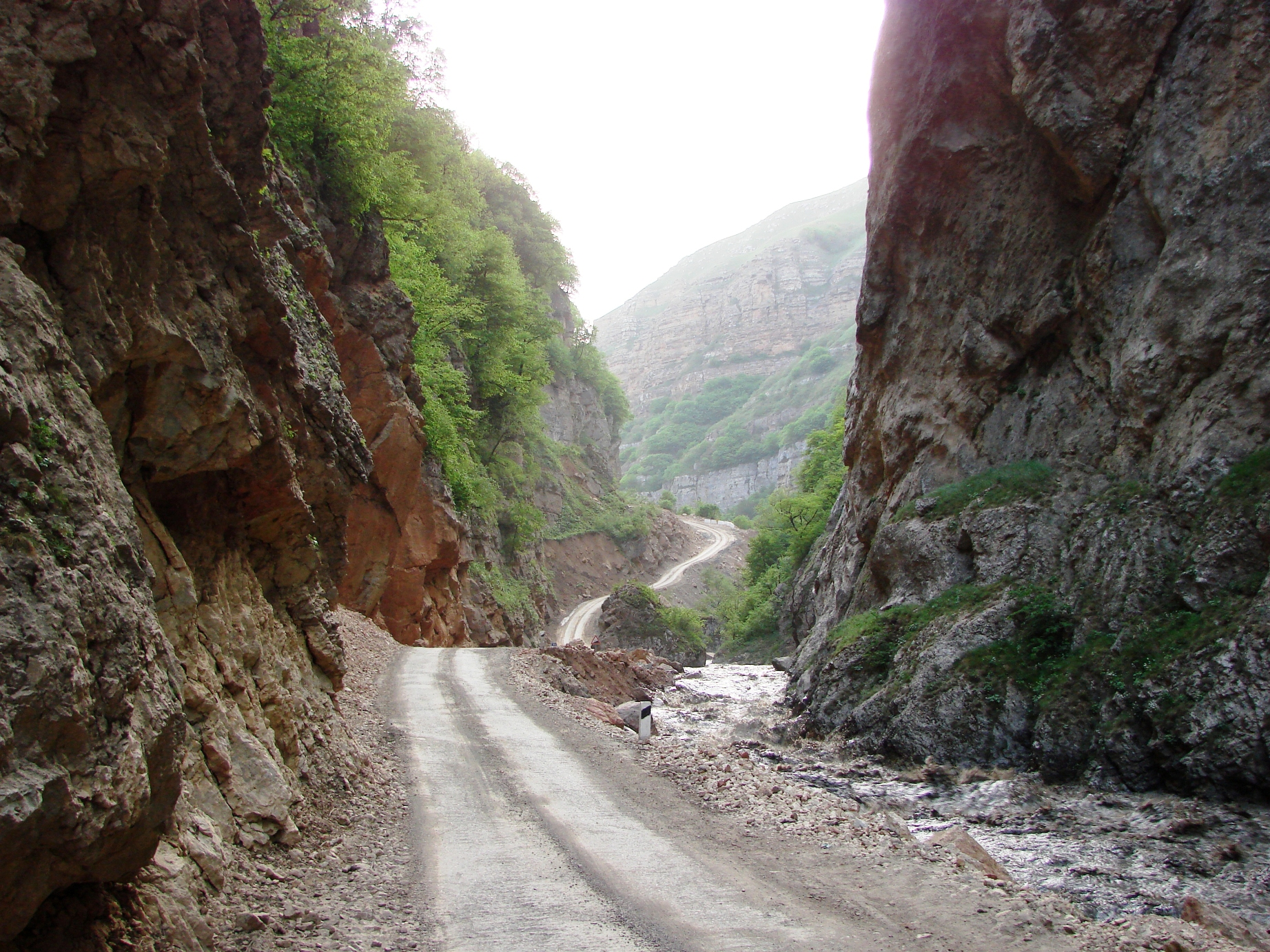
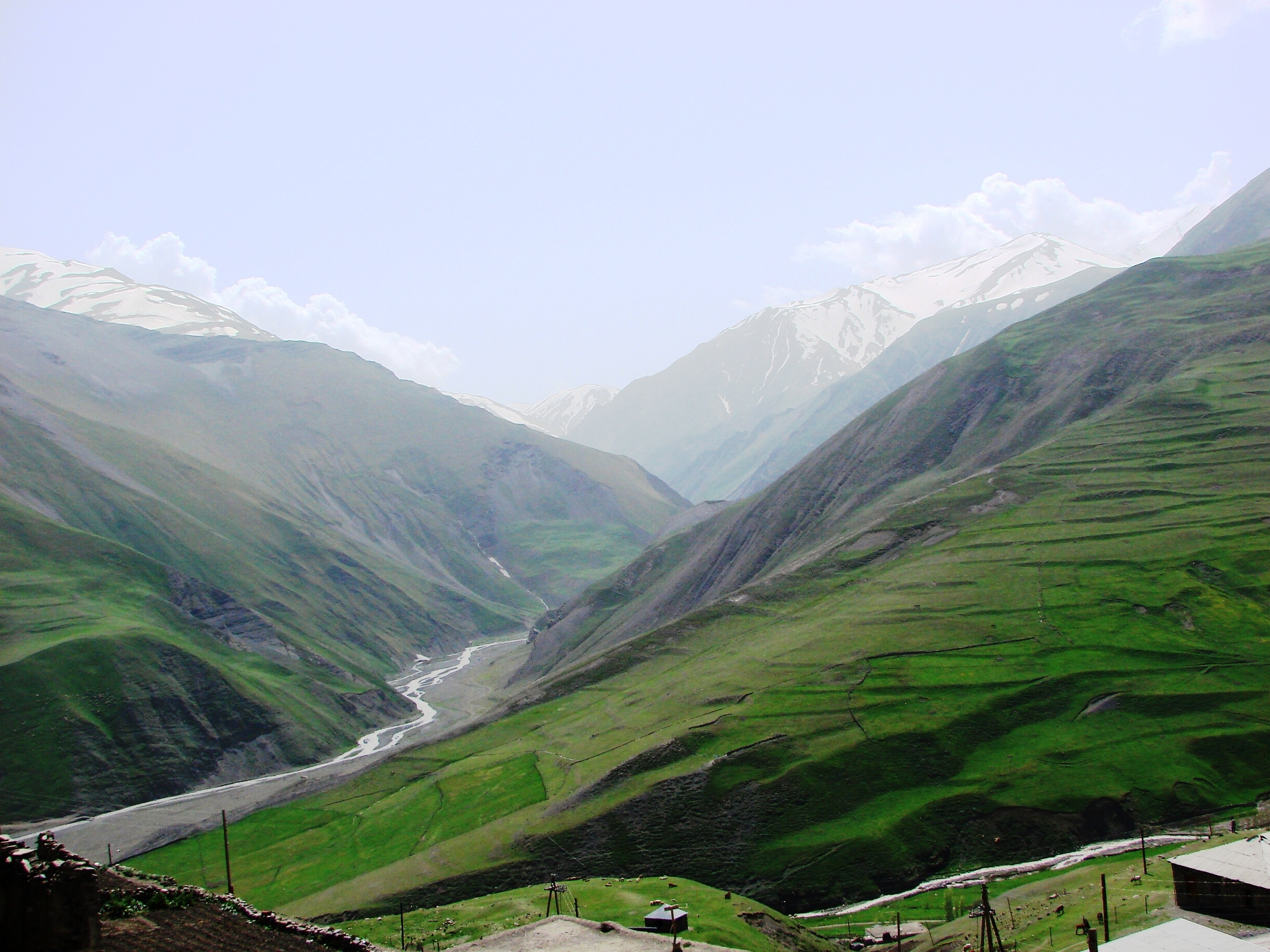
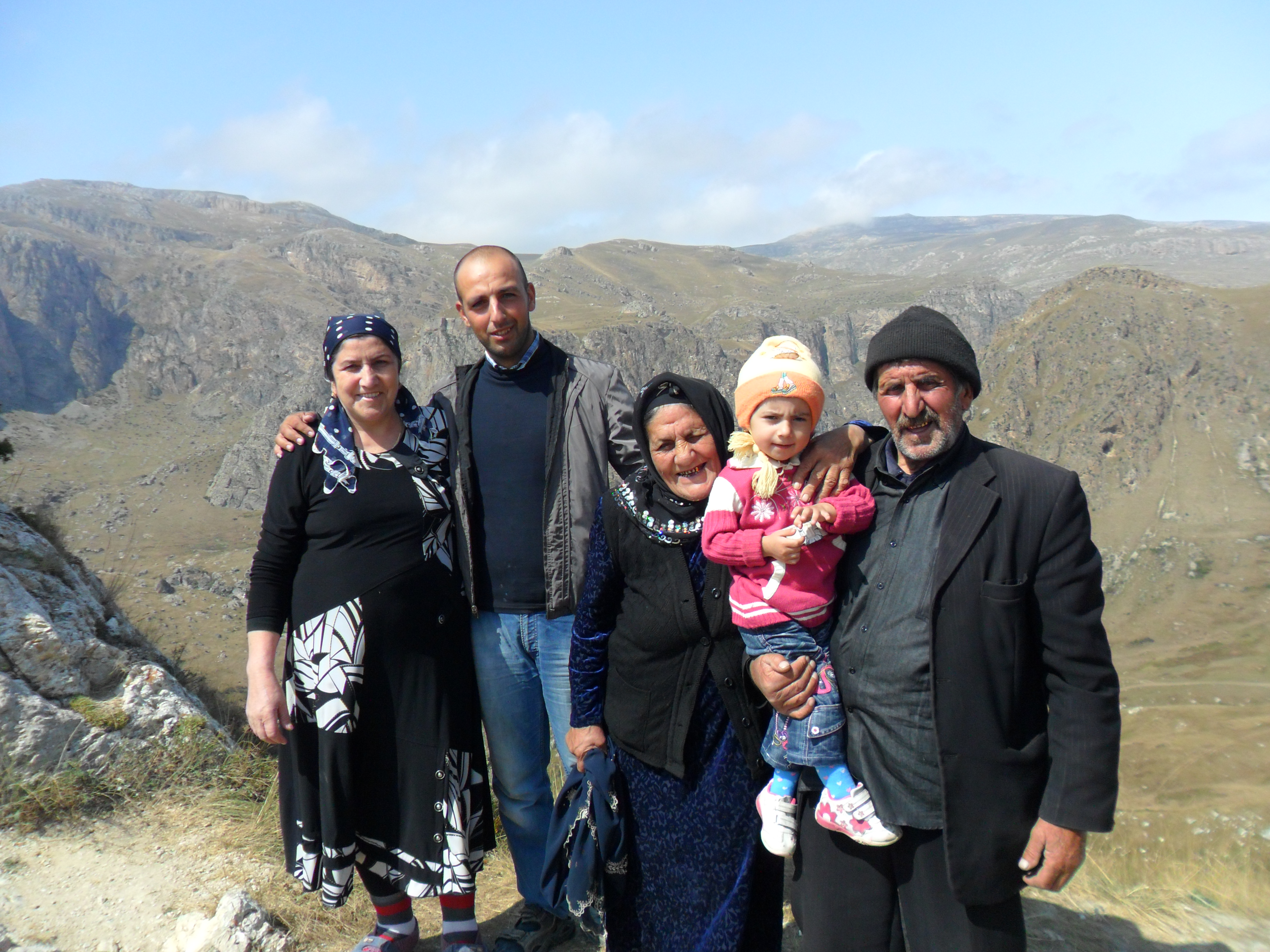
ジェク人（英語版）(2012年8月20日)